# Seznam ukrajinskih polkov
Seznam ukrajinskih polkov.

## Seznam
- 320. mehaniziran pehotni polk (Ukrajina)
- 675. mehaniziran pehotni polk (Ukrajina)